# Грабич, Федерико
Федери́ко Гра́бич (исп. Federico Grabich, род. 26 марта 1990 года) — аргентинский пловец. Призёр чемпионата мира.

## Карьера
На международной арене Грабич дебютировал в 2010 году на Южноамериканских играх в Медельине, где завоевал 4 медали, в том числе и золото на дистанции 200 метров вольным стилем.
В 2012 году аргентинец принял участие в Олимпийских играх. Там он выступал в стометровке на спине и на дистанции 50 метров вольным стилем, но оба раза не смог пройти квалификацию, занимая 41 и 35 места соответственно.
В 2015 году на Панамериканских играх в Торонто Грабич выиграл золото на дистанции 100 метров вольным стилем. Месяц спустя на той же дистанции аргентинский спортсмен выиграл бронзу казанского чемпионата мира.